# Пригорко Віктор Михайлович
Віктор Михайлович Пригорко (нар. 3 серпня 1941, Тамбов, РРФСР) — радянський футболіст, нападник.

## Життєпис
У вищій радянській лізі провів 31 матч та відзначився 6-ма гоалми за СКА Одеса та ЦСКА у 1965—1968 роках. У нижчих лігах виступав за тамбовський «Спартак», серпухівську «Зірку», рязанську «Зірку», харківський «Металіст», кіровоградську «Зірку», калузький «Локомотив» та оренбурзький «Локомотив». Після закінчення кар'єри проживав у Москві.